# Benisanó

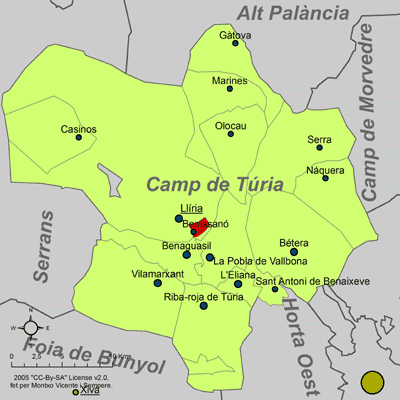
Localización de Benisanó respecto a la comarca del Campo de Turia

Benisanó (en valenciano y oficialmente, Benissanó) es un municipio de la Comunidad Valenciana, España. Situado en el norte de la provincia de Valencia, en la comarca del Campo de Turia, su población es de 2427 habitantes (INE 2024). Pertenece a la segunda corona del área metropolitana de Valencia.

## Toponimia
El nombre de Benisanó tiene una raíz, con toda seguridad, arabo-bereber. Así, el nombre podría relacionarse con la tribu bereber de los Bannū Zannūn, compartiendo, por tanto, la etimología del nombre con Benizalón.

## Geografía

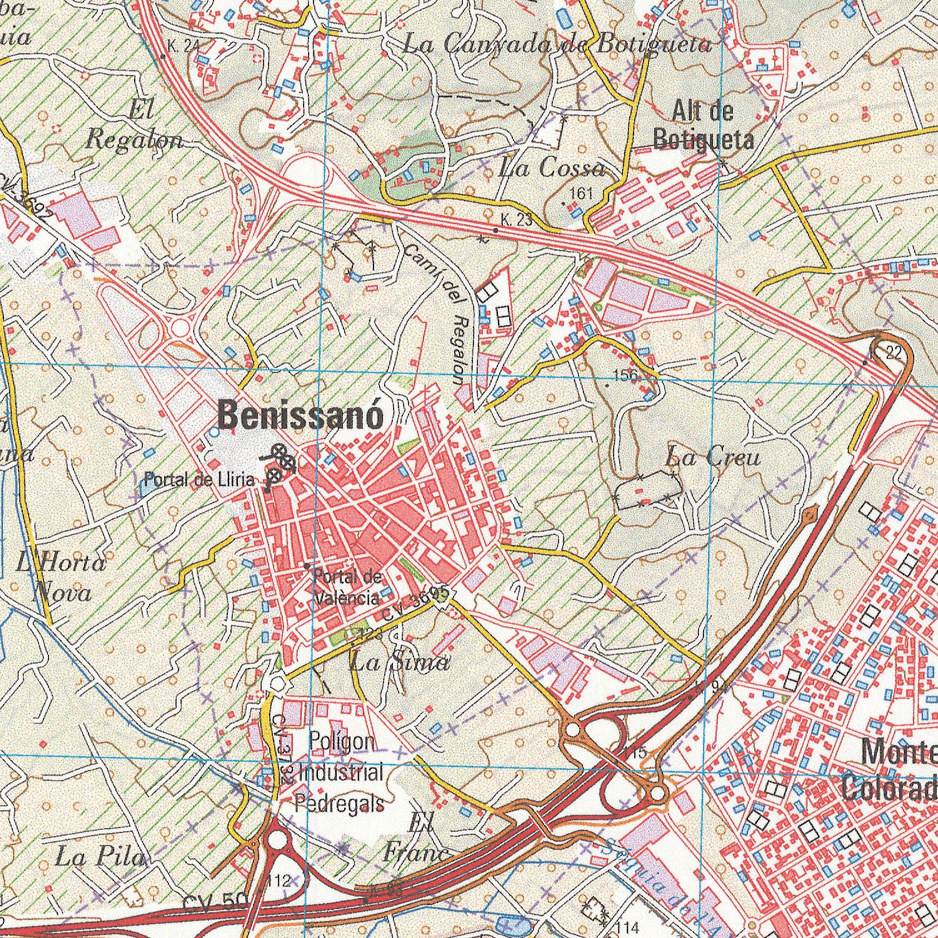
Mapa del término municipal

Situado al sureste de la ciudad de Liria, cuyo término lo limita por los cuatro puntos cardinales. La superficie del término es llana, a excepción de unas suaves ondulaciones por el sector nordeste. El clima es templado; los vientos más frecuente son el poniente y el levante; las lluvias se producen en otoño y primavera. El pueblo está situado en un altozano, junto a la carretera de Valencia a Ademuz.
Desde Valencia se accede a esta población, por carretera, a través de la CV-35.

## Historia
Benisanó surgió en el siglo XII, eran edificaciones que rodeaban un "castillejo" de origen musulmán.
Durante la época de la Reconquista en España se realizaron donaciones de tierras recogidas en el “Libro del Repartimiento”. En él figura la donación en noviembre de 1249 de la alquería de Benizanó a D. Pedro Íñiguez de DiCastello, posteriormente pasó a ser considerado como pueblo con señorío. Oficialmente Benisanó fue reconocida como una jurisdicción propia por Jaume I.
A finales del siglo XV Isabel Gallach, esposa del gobernador de Valencia Luis de Cabanilles y Vilarrasa, adquirió el señorío de Benisanó, que heredó en 1503 su hijo y nuevo gobernador, Luis de Cabanilles, primer señor de Benisanó. En esta fortaleza se refugió el gobernador en el verano de 1519 de la peste que aconteció en Valencia, y en 1520 y hasta octubre de 1521, de los radicales agermanados.
Durante la primera mitad del siglo XX la economía se basaba en la agricultura y poco a poco la población fue aumentado hasta pasar de 997 a 2300 habitantes al acabar el siglo.
En el otoño de 1994 el castillo fue nombrado como "Monumento" por la Dirección general de Bellas Artes y Archivos del Ministerio de Cultura y dos años más tarde ese mismo título pasó a ser municipal.

## Demografía
Benisanó cuenta con una población de 2427 habitantes (INE 2024).
| Gráfica de evolución demográfica de Benisanó entre 1842 y 2021                                                      |
| |
| Población de derecho según los censos de población del INE Población de hecho según los censos de población del INE |

## Economía
La principal actividad económica es la agricultura. En el regadío, gracias a la ampliación de la distribución de las aguas del río Turia, se cosechan cítricos, cebollas, cereales y hortalizas. Existe una cooperativa agrícola. Se cría ganado cabrío y porcino; hay varias granjas avícolas. Funcionan fábricas de material de construcción y de piensos compuestos.

## Administración y política
| Periodo   | Nombre                        | Partido   |
| --------- | ----------------------------- | --------- |
| 1979-1983 | José María Rioja              | AE        |
| 1983-1987 | Jose Castellano Bolumar       | AP        |
| 1987-1991 | Vicente Castellano Rioja      | AP        |
| 1991-1995 | Nadal Rioja                   | PP        |
| 1995-1999 | Serafin Castellano Gómez      | PP        |
| 1999-2003 | Serafin Castellano Gómez      | PP        |
| 2003-2007 | María Isabel Castellano Brell | PP        |
| 2007-2011 | María Isabel Castellano Brell | PP        |
| 2011-2015 | María Isabel Castellano Brell | PP        |
| 2015-2019 | Amparo Navarro Bargues        | PSPV-PSOE |
| 2019-2023 | Amparo Navarro Bargues        | PSPV-PSOE |
| 2023-act. | Amparo Navarro Bargues        | PSPV-PSOE |

## Patrimonio
- Iglesia parroquial.

Templo parroquial dedicado a los Santos Reyes, en donde se venera a la Virgen del Fundamento, patrona de Benisanó. La primitiva iglesia se erigió en la segunda mitad del siglo XV bajo los designios de la familia Cavanillas y Villarrasa, señores de Benisanó. Estaba constituida por una nave gótica principal con dos laterales cubierta con teso de artesonado mudéjar de gran valor artístico. Este primitivo templo estaba asentado sobre la antigua mezquita de origen árabe. Tras la Guerra Civil, hubo de ser restaurada en el año 1945. Y finalmente, en el año 1983 se pintó la fachada y se restauraron las bóvedas, el campanario y el altar, aspecto que muestra en la actualidad. Tras la demolición de esta originaria iglesia, en el año 1992 fue bendecida un nuevo edificio de tres naves rematadas en testera plana, coro a los pies; es de estilo neogótico y fue realizada con materiales más modernos.
Hay que destacar como joyas artísticas de esta iglesia, tres cuadros conservados de la antigua iglesia, uno que formaba parte del primitivo altar mayor, actualmente modificado: la Adoración de los Reyes del Palo de San Leocadio del siglo XV, y otro ubicado sobre el sagrario, representando un Nazareno atribuido a Juan de Juanes; además de una representación de la Virgen de los Desamparados del siglo XVII, sin olvidar las 13 capillas laterales de gran belleza artística.
Con motivo de la celebración del Tercer Centenario del Hallazgo de la Virgen del Fundamento, se realizan los trabajos de limpieza y pintura del interior del templo.
- Castillo.

El Castillo de Benisanó fue edificado en la segunda mitad del siglo XV sobre el solar de una antigua alquería árabe denominada Benixanut.
Es uno de los castillos mejor conservados de la Comunidad Valenciana. En su aspecto primitivo, el castillo contaba con un puente levadizo y foso. Actualmente se puede visitar las salas, las terrazas y todos los detalles que te trasladan a la época medieval.
- Murallas.

Las murallas rodeaban el casco viejo del pueblo. Discurrían por las actuales calles de las Cortes Valencianas, del Llimoner y la carretera del Pozo de la Salud, comenzando y finalizando en el castillo, que quedaba en su extremo Norte. No están en buen estado, en cuanto a los restos conservados. Pero todos ellos han sido restaurados con acierto. Se conservan parte de las primitivas murallas, con algunos torreones y los portales de Valencia y Bétera y del Pou.

## Parajes naturales
- Fuente de la Salud. Cuyas aguas son utilizadas para las afecciones hepáticas, especialmente la ictericia, siendo muy apreciada en toda la ribera del Turia.

## Fiestas locales
Al margen de la riqueza artística y monumental de Benisanó, este municipio también ofrece el bullicio de sus gentes, siendo pieza esencial la banda de música "La Familiar" de Benisanó, y sobre todo la pólvora. La fiesta de los Titulares de la Parroquia "Los Santos Reyes" es el día 6 de enero celebrada junto con la Cabalgata de Reyes que recorre las calles del pueblo, entregando a los niños personalmente los regalos en sus casas.
También a lo largo del año Benisanó celebra muchas más fiestas como las festividades en honor a San Vicente Ferrer (con la procesión del " Comulgar de Impedidos"). Las fiestas de mayo a Santa Gema y Santa Rita, (con la organización de la Fiesta a La Inmaculada Concepción de María). La fiesta del Corpus Christi a inicios de verano (con la participación de los niños que han tomado la primera comunión). Y el último domingo del mes de junio se celebra la fiesta al Sagrado Corazón de Jesús, (cuya imagen sale en procesión).
- Fiestas de San Antonio Abad

Tras las fiestas navideñas y durante el mes de enero, el pueblo de Benisanó ha recuperado una de sus fiestas más populares: la de San Antonio Abad (Sant Antoni del Porquet), que se celebra el 17 de enero. Este día comienza con la bendición de los Panes de San Antonio en la misa primera. Por la tarde, los niños y mayores acuden a la plaza de la iglesia para participar en la Bendición de los Animales, y todos pueden degustar las rosquillas ("els rollets") de San Antonio que se reparten a todos los que pasan sus animales para la bendición.
- Fin de Semana Medieval

Con motivo de la celebración de los actos conmemorativos de la adquisición del Castillo de Benisanó por el Ayuntamiento el pasado 4 de febrero de 1996, Benisanó celebra su " Fin de Semana Medieval". Durante el "Fin de Semana Medieval", se realizan diversas actividades que en torno al Castillo y sus Murallas van a ser escenario de juegos y ceremonias que se sucederán a lo largo de los dos días recreando lo que sería la vida diaria en una ciudad medieval.
- Semana Santa

Es costumbre tras la celebración de la mayoría de los actos religiosos y después de la Vigilia Pascual, que las Clavariesas de la Virgen de los Dolores ofrezcan a todos los que se han acercado a la Plaza de la iglesia unos dulces típicos de Benisanó, como "la torta en llanda" "les galletes" (las galletas), "els rossegons" (las rosquillas), y la bebida que tradicionalmente se sirve: la mistela. El Domingo de Pascua se celebra el "Encuentro" cuya procesión se realiza siempre media hora antes de la Misa Mayor, de día siempre y siguiendo la tradición secular la imagen de la Virgen de los Dolores y la del Cristo Resucitado se dan cita en la misma plaza. Y es en ese mismo lugar, donde una niña del pueblo, vestida de ángel le recita un verso a la Virgen y a Cristo.

### Fiesta Patronales de Benisanó
El día grande de las fiestas patronales es el 8 de septiembre en que se celebra la festividad de la patrona de Benisanó, la Virgen del Fundamento. Podemos decir que estas fiestas, en las que además se festeja a la Virgen de los Dolores y a San José, comienzan en la última semana de agosto y se extienden prácticamente hasta la primera quincena del mes de septiembre.
- Fiestas en Honor a la Virgen del Fundamento

La patrona de Benisanó es la Virgen del Fundamento (Mare de Déu del Fonament), que se venera desde 1699 en la Parroquia de los Santos Reyes. Todos los años a mediados del mes de abril tiene lugar la proclamación de la Reina Mayor de las Fiestas. Desde Finales de agosto se organiza la Semana Deportiva, y tiene lugar también la Presentación de la Reina Mayor de las Fiestas y su Corte de Honor y la Presentación de la Reina Infantil y su Corte de Honor. El 7 de septiembre, las Clavarias, así como todas las peñas del pueblo, asisten a la Gran Ofrenda de flores a la Patrona: La Virgen del Fundamento.
- Fiesta en Honor a la Virgen de los Dolores

El día 9 de septiembre, es la fiesta que las mujeres (les dones) del pueblo dedican a La Virgen de los Dolores. Las Clavariesas de la Virgen de los Dolores, organizan diversos actos como la tradicional "Despertá" a la madrugada. Por la mañana, recogida de clavariesas y a continuación solemne Misa cantada en honor a la Virgen de los Dolores. Grandiosa Mascletá. Por la tarde, Solemne procesión en honor a la Virgen de los Dolores. Al finalizar la procesión Festival de Fuegos Artificiales. Por la noche, Verbena o Variedades.
- Festividad a San José, Patrón de Benisanó

Se celebra el día 10 de septiembre, aunque cabe decir, que durante los días precedentes los Clavarios de San José preparan una serie de actos para todo el pueblo. Es el día "dels fadrins". Entre los actos que realizan están la "Despertá" a la madrugada. Por la mañana recogida de Clavarios y Solemne Misa. A continuación, misa en honor al Patriarca San José. Alrededor de las 14:00 horas fabulosa Mascletá. Por la tarde Procesión, y al finalizar Castillo de Fuegos Artificiales. Por la noche, Verbena o Disco Móvil.